# Chũ
Chũ  est une ville du nord du Vietnam, chef-lieu du district de Lục Ngạn de la province de Bắc Giang.

## Histoire
Le camp retranché de Chũ a été pris par les Français le 8 octobre 1884, pendant la guerre franco-chinoise (Campagne de Kep).